# Xystriogidiella juliani
Xystriogidiella juliani is een vlokreeftensoort uit de familie van de Bogidiellidae. De wetenschappelijke naam van de soort is voor het eerst geldig gepubliceerd in 2009 door Coleman.